# Kobra (Magazin)
Kobra war ein deutschsprachiges Comic-Magazin, das im Schweizer Verlag Gevacur AG zwischen 1975 und 1978 erschien. Der ursprüngliche Verkaufspreis betrug 1,20 DM (9,- ÖS, 1,50 SFr). Mit der Ausgabe 16/1978 wurde Kobra eingestellt.

## Geschichte
| Band          | Preis (BDR/A/CH/I/NL)                   |
| ------------- | --------------------------------------- |
| 1975 – Nr. 7  | 1,20 DM/9 Ös/1,50 sfr/400 Lit/1,50 hfl  |
| 1975 – Nr. 23 | 1,30 DM/10 Ös/1,60 sfr/450 Lit/1,65 hfl |
| 1975 – Nr. 25 | 1,30 DM/10 Ös/1,60 sfr/400 Lit/1,65 hfl |
| 1976 – Nr. 2  | 1,50 DM/11 Ös/1,80 sfr/450 Lit/1,90 hfl |
| 1976 – Nr. 13 | 1,50 DM/11 Ös/1,70 sfr/450 Lit/1,90 hfl |
| 1976 – Nr. 49 | 1,50 DM/11 Ös/1,70 sfr/650/Lit 1,90 hfl |

Am Dienstag, den 11. Februar 1975 erschien mit der Heftnummer 7 das erste Kobra Comicheft im deutschen Zeitschriftenhandel. Die Hefte wurden nach der Kalenderwoche des Erscheinens nummeriert, so dass jeder Jahrgang im Dezember mit der Nummer 52 endete und im neuen Jahr im Januar wieder mit der Nummer 1 begann. Das Erscheinungsjahr ist ab Heft 14 des Jahrgangs 1976 bei den meisten Heften auf Seite 4 im Impressum am unteren Seitenrand vermerkt, bisweilen fehlt es aber auch, so dass dann nur über den Kontext (Heftpreis, Geschichten) eine Zuordnung zu einem Jahrgang möglich ist. Dieses führte bei Käufern von Gebrauchtheften nicht selten zu Fehlkäufen und Verwirrung (die Serie beginnt mit der Nummer 7, daneben gibt es jeweils 3 unterschiedliche Hefte mit den Nummern 1–6 und 17–52, 4 Hefte mit den Nummern 7–16), daher findet sich in der späteren Heftrubrik Kobra-Markt, wo Hefte unter den Lesern gehandelt wurden, stets der redaktionelle Hinweis, in Anzeigen neben der Heftnummer auch das Erscheinungsjahr anzugeben. Erst unmittelbar vor dem Aus der Serie im Jahr 1978 entschloss sich der Verlag auf dem Titelblatt neben der Heftnummer auch den Jahrgang anzugeben.
Ab Heft 10/1975 wich die halbseitige Werbung auf Seite 4 einem redaktionellen Teil mit einer kleinen Leserbriefecke namens Kobra-Leser schreiben Ihre Meinung. Die Leserbriefecke variierte im Umfang und konnte zugunsten anderer redaktioneller Rubriken in späteren Heften auch mal ganz fehlen. In einigen Ausgaben nahm dieser Bereich auch mal eine komplette Seite oder noch viel seltener eine Doppelseite ein. Ab Heft 49/1976 wurde die Rubrik Kobra-Leser schreiben Ihre Meinung durch die Bereiche Kobra-Diskussion und Kobra-Markt ersetzt, die auf getrennten Seiten gedruckt waren. Im Jahr 1977 wurde der Leserbereich umbenannt in Kobra-Aktuell.
Einigen wenigen Heften lag ein Gimmick bei, z. B. ein Wackelgespenst mit Leuchtfarbenapplikation, ein Daumenkino oder ein Bumerang. Spätere Ausgaben hatten häufig ein Poster in der Heftmitte.
Die Heftpreise wurden in den ersten 2 Jahren des Erscheinungszeitraums stetig erhöht, einzig in Italien wurde der Preis 1975 zwei Wochen nach einer Erhöhung von 400 Lit auf 450 Lit kurzzeitig wieder zurück auf 400 Lit gesenkt. Die erste Ausgabe des Heftes im Jahr 1975 kostete in Deutschland 1,20 DM, die letzte Ausgabe im Jahr 1978 kostete 1,50 DM. Wie seinerzeit üblich konnten Hefte per Brief direkt beim Verlag nachbestellt werden, das Geld musste der Bestellung in Briefmarken passend beigelegt werden.
Die Serie erschien insgesamt etwas über drei Jahre. Mit dem Heft Nummer 16 des 4. Jahrgangs endete sie im April 1978 ohne Ankündigung. Die letzten Hefte zeigen Versuche, durch eine geänderte thematische Ausrichtung neue Leser zu gewinnen. So ändert sich das Design der Titelseite, und neben den phantastischen Abenteuergeschichten gibt es nun auch witzige Comics. Um die Leser der als Fortsetzungsgeschichten ausgelegten Comics mit dem abrupten Ende nicht zu sehr vor den Kopf zu stoßen, gibt es in der letzten Ausgabe am Ende jeder Geschichte eine kurze Zusammenfassung des weiteren Verlaufs der Handlung.
Zielgruppe von Kobra waren junge Leser phantastischer Abenteuer- und Superheldencomics. Zu den Zeichnern gehörte unter anderem Don Lawrence mit den Serien Das Reich Trigan, Die Kämpfe der Seewölfe und Storm, Eric Bradbury mit der Serie Mytek – Das Monster und Francisco Solano López mit der Serie Das magische Auge sowie in späteren Jahrgängen auch mit der Serie Pit und die Wunderknirpse.

## Enthaltene Comics
In der Anfangsausgabe (Heft 7/1975) waren folgende Comics als Fortsetzungsgeschichten enthalten (Originaltitel in Klammern):
- Mytek – Das Monster (Mytek the Mighty, Zeichner: Eric Bradbury)
- Das Reich Trigan (The Trigan Empire, Zeichner: Don Lawrence)
- Das magische Auge (Kelly's Eye, Zeichner: Francisco Solano López)
- Archie – Der Mann aus Stahl (Robot Archie, Zeichner: Bert Bus)[14]
- Spiderman (The Spider, Zeichner: Reg Bunn, Texter: Ted Cowan)
- Die Eiserne Hand (The Steel Claw, Zeichner: Jesus Blasco)[15]
- Sabor – Der Dschungelkönig (Saber – King of the Jungle, Zeichner: Denis McLoughlin)[16]

Spätere Jahrgänge enthielten unter anderem auch folgende Geschichten (Originaltitel in Klammern):
- Die Kämpfe der Seewölfe (Karl the Viking, Zeichner: Don Lawrence)
- Billy und die Fussballschuhe (Billy's Boots, Zeichner: John Gillatt)[17]
- Deckname Tigerhai (Codename Barracuda)
- Storm (Zeichner: Don Lawrence, die Serie Storm ersetzte die Serie Trigan ab Heft 9/1978)
- Spinn den Faden mit Zip Nolan, ab 1977 mit geändertem Titel: Krimi zum Mitdenken – Zip Nolan (Zip Nolan – Highway Patrol)[18]
- Martins Super-Mini
- Johnny Puma – Der Mann mit dem stählernen Griff (Johnny Cougar)
- Pit und die Wunderknirpse (Pete's Pocket Army, Zeichner: Francisco Solano López)[19]
- Lefty mit dem Superbums (Look out for Leafty!)
- Bob Scott
- Heisse Räder
- Mick und Mack (The Wild Wonders)
- Dr. Karnaks Rache (Dr. Mesmer's Revenge, Zeichner: Carlos Cruz Gonzalez, Texter: Donne Avenell)[20]